# Haplostylus brisbanensis
Haplostylus brisbanensis is een aasgarnalensoort uit de familie van de Mysidae. De wetenschappelijke naam van de soort is voor het eerst geldig gepubliceerd in 1982 door Bacescu & Udrescu.